# 许昌经济技术开发区
许昌经济技术开发区位于许昌市区西南部，1994年10月成立。2010年12月，经国务院批准，晋升为国家级经济技术开发区。区域面积59.5平方公里，人口8万多人。

## 简介
开发区以吸引外资、发展工业、出口创汇为主，致力于发展高新技术产业和高附加值服务业。已建成了以机电电力装备、烟草配套、发制品、生物医药、纳米新材料、现代信息等为支柱的产业结构，初步形成了以机电装备为主导，以发制品和生物科技为特色的产业格局。2010年，全区实现营业务收入202亿元，工业增加值50.4亿元，进出口总值5.3亿美元，成为许昌对外开放的重点产业集聚区和经济增长极。先后被认定为“河南省高新技术特色产业基地”、“河南省创新型产业集聚区”、“河南省高新技术产业标准化示范区”和“河南省对外开放先进单位”。
开发区管委会作为市政府的派出机构，行使市级经济管理权限。

## 五大园区
- 韩国工业园
- 电梯工业园
- 发制品工业园
- 中小企业创业园
- 现代物流园[3]